# Реакція Брауна
Реакція Брауна (англ. Braun reaction) — утворення бензонітрилу і галогенпохідного при нагріванні N-заміщеного бензаміду з пентабромідом або пентахлоридом фосфору.
С6Н5–СО–NH–R + PCl5 → С6Н5–CN + R–Cl + POCl3 + HCl